# Geoff Goodacre
Geoff Goodacre, född 18 juni 1927, död 30 juni 2004, var en australisk friidrottare. Han deltog vid olympiska sommarspelen 1956.